# 아비뇽 대성당

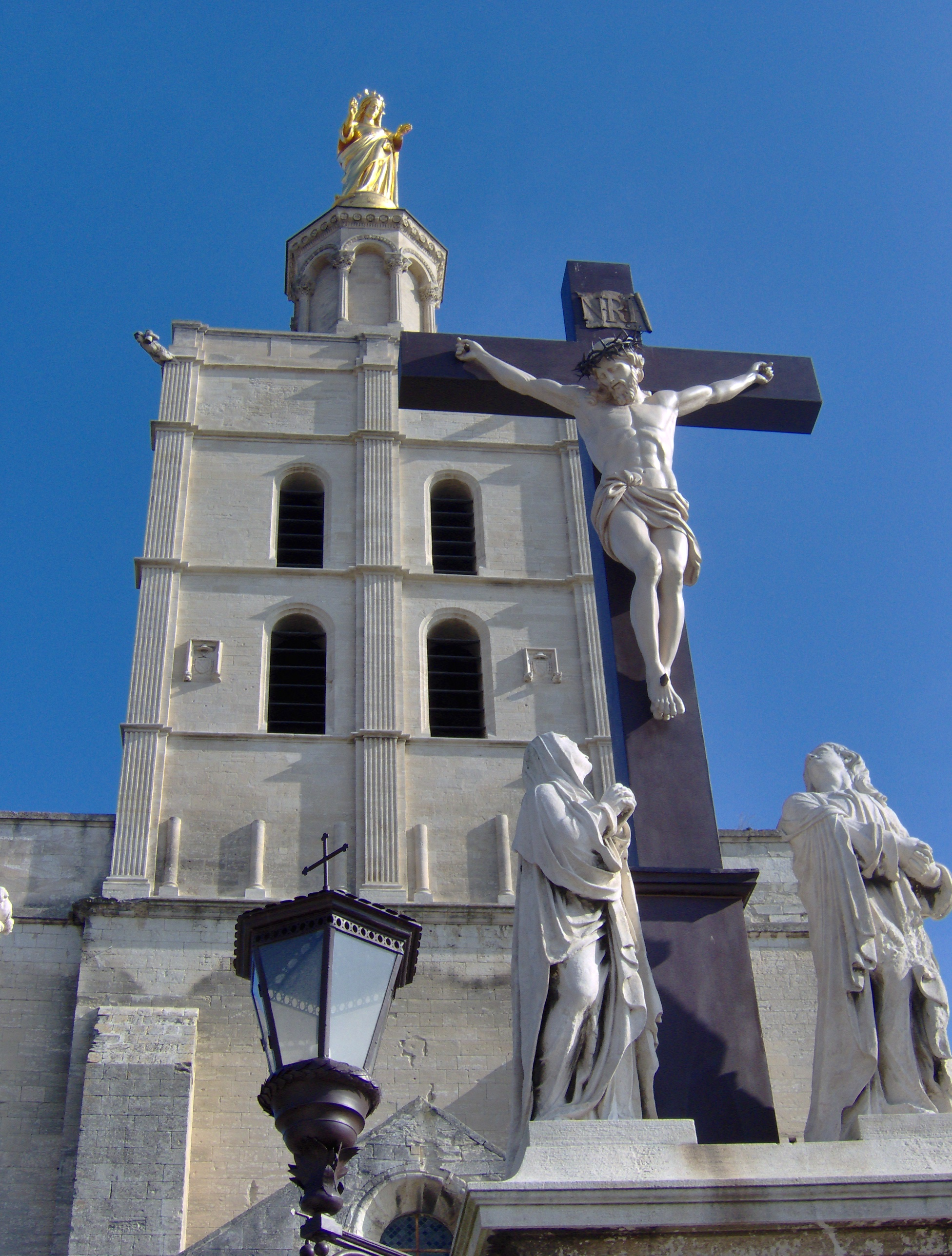
아비뇽 대성당

아비뇽 대성당 또는 아비뇽 주교좌 성당(프랑스어: Cathédrale Notre-Dame des Doms d'Avignon)은 프랑스 아비뇽의 로마 가톨릭교회 성당이자 프랑스의 국보급 문화재로서 아비뇽 교황궁 위에 자리 잡고 있다. 오늘날에는 아비뇽 대교구의 대성당의 위치에 있다.
대성당은 12세기에 유행한 로마네스크 양식의 건물로서 서쪽 탑 꼭대기에 있는 황금으로 도금한 성모상이 가장 두드러진 특징이다. 대성당 내부의 여러 예술작품 가운데 가장 돋보이는 것은 단연 14세기 고딕 조각 예술의 걸작품인 교황 요한 22세의 영묘이다.

## 같이 보기
- 아비뇽 교황궁